# Майгазинский сельсовет
Майгазинский сельсовет — муниципальное образование в Белокатайском районе Башкортостана.

## История
Согласно «Закону о границах, статусе и административных центрах муниципальных образований в Республике Башкортостан» имеет статус сельского поселения.

## Население
| 2002 | 2009  | 2010  | 2012 | 2013 | 2014 | 2015 |
| ---- | ----- | ----- | ---- | ---- | ---- | ---- |
| 1427 | ↘1291 | ↘1042 | ↘983 | ↘970 | ↘941 | ↘891 |
| 2016 | 2017  |       |      |      |      |      |
| ↘884 | ↘856  |       |      |      |      |      |

## Состав сельского поселения
| № | Населённый пункт  | Тип населённого пункта       | Население |
| - | ----------------- | ---------------------------- | --------- |
| 1 | Майгаза           | село, административный центр | ↘672      |
| 2 | Медятово          | деревня                      | ↘192      |
| 3 | Васелга (деревня) | деревня                      | ↘178      |